# 핥기

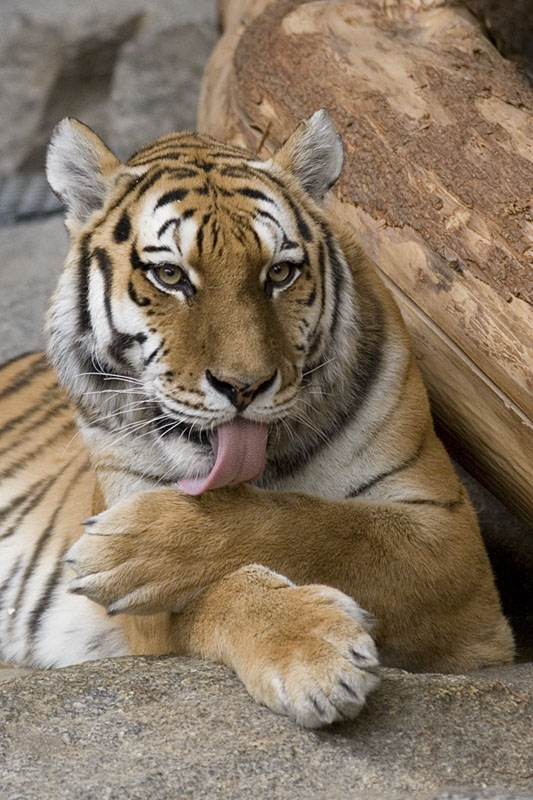
그루밍중인 호랑이

핥기는 혀를 표면 위에 닿는 행위로, 일반적으로 표면에 침을 묻히거나, 액체, 음식을 혀에 모아 섭취 하거나, 다른 동물과 소통 하기 위해 사용한다. 많은 동물은 핥아서 손질, 섭취를 한다. 인간은 또한 혀를 성적 목적으로 사용하기도 한다.